# Полицијска заклетва у Србији
Полицијска заклетва у Србији је свечана изјава коју полицијски службеници полажу при ступању на дужност у Министарству унутрашњих послова Републике Србије. Представља формално опредељење полицијских службеника да ће своје дужности обављати у складу са законом, уз поштовање људских права, слобода и уставног поретка Републике Србије.

## Правни оквир и регулатива
Полицијска заклетва је правно регулисана Правилником о садржају изјаве о правима и дужностима и о начину полагања заклетве полицијских службеника („Службени гласник РС", бр. 54/2006). Правилник је донет на основу одредаба Закона о полицији („Службени гласник РС", бр. 101/2005, 63/2009, 92/2011 и 6/2016).
Правилник у члану 1. прецизира да се њиме прописује садржај изјаве о правима и дужностима полицијског службеника, коју полицијски службеник мора да прихвати и потпише приликом пријема у службу, као и начин полагања заклетве коју полицијски службеници полажу на Дан полиције. Дан полиције се обележава 15. јуна, на празник Свете Тројице, када Министарство унутрашњих послова обележава свој патронски празник.

## Процедура полагања заклетве
Процедура полагања заклетве прописана је чланом 3. Правилника. Заклетва се полаже пред представницима полиције које за ту прилику одређује министар унутрашњих послова. Сама церемонија се одвија тако што представник полиције наглас чита текст заклетве утврђен Законом о полицији, а полицијски службеници за њим понављају наглас текст заклетве. Након изговарања текста заклетве, сваки полицијски службеник који је положио заклетву потписује текст заклетве.
Према члану 4. Правилника, изјава о правима и дужностима и текст заклетве, након потписивања, се улажу у кадровску евиденцију полицијског службеника, што представља трајни доказ о полагању заклетве и преузимању обавеза.